# Paolo Sardi

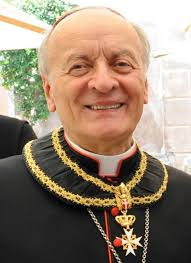
Paolo Kardinal Sardi mit Maltesersorden

Wappen von Kardinal Sardi

Paolo Kardinal Sardi (* 1. September 1934 in Ricaldone, Provinz Alessandria, Italien; † 13. Juli 2019 in Rom) war ein Kurienkardinal der römisch-katholischen Kirche und Diplomat des Heiligen Stuhls.

## Leben
Nach dem Studium der katholischen Theologie und Philosophie empfing Sardi am 29. Juni 1958  durch Giuseppe Dell’Omo in Acqui das Sakrament der Priesterweihe für das Bistum Acqui. Nach dem Studium promovierte er an der katholischen Universität Sacro Cuore in Mailand im kanonischen und im allgemeinen Recht. Anschließend folgte bis 1976 ein Lehrauftrag in Moraltheologie an der Universität Turin. Danach trat er in den diplomatischen Dienst ein und wurde in das Staatssekretariat berufen, wo er das für die Bearbeitung der Texte und Reden des Papstes zuständige Büro koordinierte. Papst Paul VI. verlieh ihm am 30. Juni 1978 den Ehrentitel Kaplan Seiner Heiligkeit (Monsignore); am 24. Dezember 1987 verlieh ihm Papst Johannes Paul II. den Titel Ehrenprälat Seiner Heiligkeit. 1992 wurde er zum Vizeassessor, 1997 zum Assessor der Sektion für die allgemeinen Angelegenheiten im Vatikanischen Staatssekretariat berufen.
Am 10. Dezember 1996 von Papst Johannes Paul II. zum Titularerzbischof von Sutrium und Offizial des Staatssekretariates als Nuntius für Sonderaufgaben ernannt, spendete ihm am 6. Januar 1997 der Papst die Bischofsweihe. Mitkonsekratoren waren die Kurienerzbischöfe Miroslav Stefan Marusyn und Giovanni Battista Re. Am 23. Oktober 2004 ernannte ihn Papst Johannes Paul II. zum Vize-Camerlengo. Er war zudem langjähriger Leiter der Übersetzungsabteilung und war über dreißig Jahre für die Papstansprachen zuständig.
Sardi war Ehren- und Devotions-Großkreuz-Bailli des Malteserordens. Papst Benedikt XVI. bestellte ihn am 6. Juni 2009 in Nachfolge von Kardinal Pio Laghi zum Pro-Patron des Malteserordens. Dessen Kardinalpatron war Sardi vom 30. November 2010 bis zum 8. November 2014.
Im feierlichen Konsistorium vom 20. November 2010 nahm ihn Benedikt XVI. als Kardinaldiakon mit der Titeldiakonie Santa Maria Ausiliatrice in via Tuscolana in das Kardinalskollegium auf. Er war Mitglied der Kongregation für die Institute geweihten Lebens und für die Gesellschaften apostolischen Lebens, der Kongregation für die Selig- und Heiligsprechungsprozesse und des Obersten Gerichtshofs der Apostolischen Signatur. Am 22. Januar 2011 nahm Papst Benedikt XVI. das von Paolo Sardi aus Altersgründen vorgebrachte Rücktrittsgesuch vom Amt des Vize-Camerlengos an. Er nahm am Konklave 2013 teil, das Papst Franziskus wählte. Sardi starb am 13. Juli 2019 im Alter von 84 Jahren in Rom.

## Ehrungen
- 1992: Komtur des Verdienstordens der Italienischen Republik
- 2005: Großkreuz des Verdienstordens der Italienischen Republik
- Ehren- und Devotionsgroßkreuz-Bailli des Malteserordens